# Dasiops appendiculus
Dasiops appendiculus är en tvåvingeart som beskrevs av Morge 1959. Dasiops appendiculus ingår i släktet Dasiops och familjen stjärtflugor. Inga underarter finns listade i Catalogue of Life.